# 크러우스 페렌츠
크러우스 페렌츠(헝가리어: Krausz Ferenc, 1962년 5월 17일~)는 헝가리의 물리학자이다. 2023년에 물질의 전자 세계를 탐구할 수 있게 아토초(100경분의 1초) 빛 펄스를 생성하는 실험 방법을 제시한 공로로 안 륄리에, 피에르 아고스티니와 함께 노벨 물리학상을 공동 수상했다.

## 수상 경력
- 2022년: 울프 물리학상[1]
- 2023년: 노벨 물리학상